# SV 할스틴벡 렐링겐
SV 할스틴벡 렐링겐(독일어: Spielvereinigung
Halstenbek-Rellingen e.V.)는 독일의 슐레스비히홀슈타인주 교외 함부르크, 할스틴벡 렐링겐의 스포츠 클럽이다. 1910년에 설립된 후 현재 테니스부와 축구부가 존재하며, 1200명 정도의 회원을 보유 중이다.